# マヘリア・ジャクソン
マヘリア・ジャクソン（Mahalia Jackson, 1911年10月26日 - 1972年1月27日）は、アフリカ系アメリカ人の女性ゴスペル歌手。世界で最も影響力のあるゴスペル歌手の一人として「ゴスペルの女王」と呼ばれ、またキング牧師らと共に、その歌と活動により当時の公民権活動に貢献した。ハリー・ベラフォンテはジャクソンを「米国で最も強力な黒人女性」として称賛した。ジャクソンは主にコロンビア・レコードから約30枚のアルバムをリリースし、数々のミリオンセラーを記録した。

## 概要
ルイジアナ州ニューオーリンズに生まれ、市内アップタウンの黒人が多く住むBlack Pearlと呼ばれる地区で育ちながら、バプティスト教会で唄い始める。1927年にシカゴへ移り、メイドの仕事をしていたが、やがてゴスペルグループであるジョンソン・ブラザーズのメンバーとしてプロの音楽活動を開始する。
1937年にソロとして初のレコーディング（「God's Gonna Separate the Wheat from the Tares」）を行うが売上は芳しくなかった。しかしこのレコーディングを切掛けに、音楽関係者たちから実力を認められるようになり、有名なコンサートへ出演する機運に恵まれる。
その後はコンサート活動に専念、暫くレコーディング活動から離れるが、1946年にアポロ・レコードと契約。アポロで録音した何曲かのゴスペル作品によって、次第に広く一般にも知られるようになっていった。もっともレコードの売上自体はまだまだ不調続きであったが、実力に伴う知名度は上がっていった。
1948年の「Move on up a Little Higher」によって、ようやく商業的にも成功を収める。レコードの急激な売上上昇に追いつかず、レコードショップは在庫を常に切らした状態であったという。マヘリアはアメリカ国内のみならず、ヨーロッパでも有名になり、「I Can Put My Trust in Jesus」によってフランス・アカデミーから賞を受けた。その後CBSラジオで自身の番組を持ち、1954年にはコロムビア・レコードに移籍した。
マヘリアの歌と公民権運動の活動は、保守層の一部から批判を受けることもあったが、彼女は、独立した黒人女性アーティストとして自らの意思をもって活動した。ルイ・アームストロングらにジャズ業界に誘われることもあったが、彼女は一貫してゴスペルと黒人霊歌を歌うことを選んだ。
マヘリアは常に公民権運動に積極的に関わり、まさに公民権運動の時代の歌声となった。セルマ行進、ワシントン行進、そしてキング牧師の葬儀でも歌った。キング牧師の朋友であり、公民権運動家のジェシー・ジャクソンは、キング牧師が彼女に声をかければ、彼女は決して断ることなく、人種差別の最も厳しい深南部の地域にすら共にまわったと回想している。

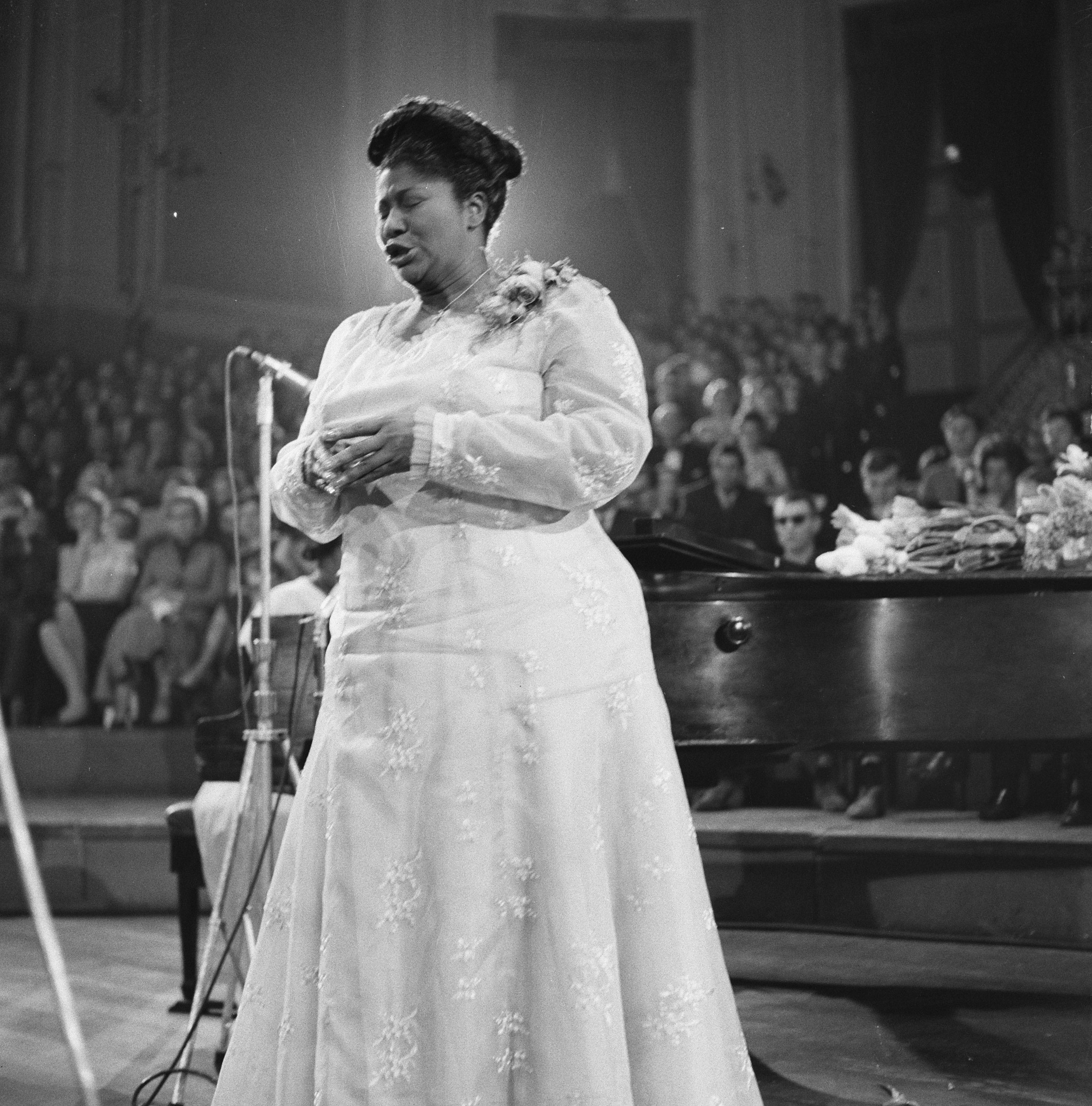
オランダのアムステルダムでのコンサート会場で歌うマヘリア・ジャクソン (1961年4月)

1956年、全米バプテスト集会で出会ったラルフ・アバナシーやキング牧師らに、アラバマ州モンゴメリーのバスボイコットを応援し寄付を集めるためのコンサートの話を持ちかけられたマヘリヤは、その年の12月6日にコンサートを開き大成功をおさめた。

## 後期
60年代になってもマヘリアはなお旺盛に音楽活動を行い、ニューポート・ジャズ・フェスティバルやケネディ大統領の就任式でも演奏した。
1963年の有名なキング牧師の演説「私には夢がある」について、演説中のキングにマヘリアが「夢の話をして」と声をかけた直後にキングがこの部分を語り出したものでキングもその言葉が届いたのか分からないが頭に浮かんだ話をしたと後から語っていたとする評伝もある。
1971年に来日し、渋谷公会堂で公演した（観客のひとりにデビュー間もない頃の歌手の浅川マキが居り、のちに浅川のエッセイやインタビューなどで度々話題となった。また、観客の中にはデビュー前の吉田美奈子も居た）。
1971年のドイツ公演を最後に音楽活動から引退した。
1972年1月27日、糖尿病に因る心臓麻痺（心不全）のため、イリノイ州シカゴで没。 60歳だった。墓所は、故郷ニューオーリンズに隣接したルイジアナ州メテリーのプロヴィデンス共同墓地にある。死後、マヘリアはゴスペル・ミュージック協会から「ゴスペル・ミュージックの名誉」との称号を与えられた。

## 関連書籍
- マヘリア・ジャクソン自伝 ゴスペルの女王（マヘリア・ジャクソン、エバン・マクラウド・ワイリー著、中澤幸夫訳、1994年、彩流社）ISBN 4882023040